# Šaľa
Šaľa (wym słow.: [ˈʃaʎa], węg. Vágsellye) − miasto powiatowe na południu Słowacji, w kraju nitrzańskim. Populacja: około 23,5 tysiąca (2011).

## Historia

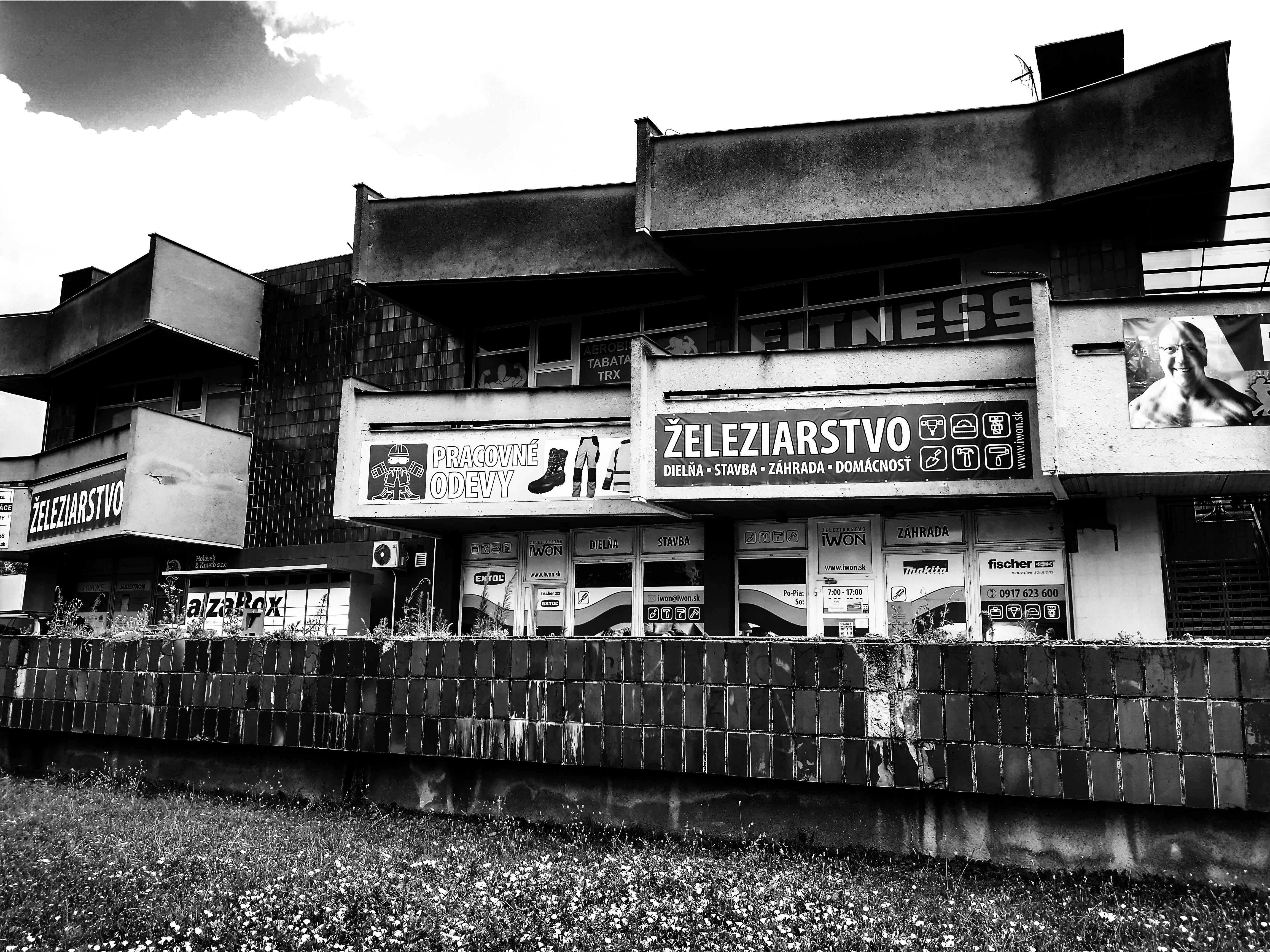
Modernistyczna zabudowa centrum miasta

Pierwsza pisemna wzmianka o miejscowości pochodzi z 1002 (dokument króla Stefana I o założeniu opactwa Pannonhalma). Osada szybko się rozwijała z uwagi na położenie na skrzyżowaniu szlaków handlowych: Czeskiej drogi i traktu z Nitry do Bratysławy. W 1252 miejscowość, po zniszczeniach tatarskich, została przez króla Belę IV podarowana premonstrantom, w dobrach których pozostawała do XVI wieku. Kolejne zniszczenia przyniosła wojna z Turkami w XVI wieku. W wieku XVII wzniesiono tu twierdzę.
Prawa miejskie uzyskała Šaľa w 1536 z rąk króla Ferdynanda I. Organizowano tu odtąd cotygodniowe targi oraz dwa jarmarki rocznie. Od XVI. W 1598 jezuici przenieśli tutaj swoje kolegium z Kláštoru pod Znievom (funkcjonowali w mieście do XIX wieku). Działał tu m.in. Péter Pázmány, późniejszy arcybiskup ostrzyhomski i prymas Węgier. Najstarsza znana pieczęć miejska używana była już w 1543.
W epoce industrialnej do rozwoju miasta przyczyniła się budowa linii kolejowej z Wiednia do Budapesztu w 1850. W drugiej połowie XIX wieku miejscowość stała się centrum administracyjnym powiatu nitrzańskiego. W początku XX wieku zaczęła działać drukarnia Davida Kollmana. W latach 1907-1912 ukazywała się gazeta Šaľa a okolie (węg. Vágsellye és vidéke). W międzywojennej Czechosłowacji miasto było siedzibą powiatu Šaľa. Od 2 listopada 1938 przeszło do Węgier, ale nadal miało status ośrodka powiatowego. 31 marca 1945 powróciło do Czechosłowacji i znów stanowiło siedzibę powiatu, co trwało do 1960 (podobnie jest od 1996 do chwili obecnej).

## Miasta partnerskie
źródło:
- Końskie
- Kuhmo
- Mohylów Podolski
- Oroszlány
- Telcz